# Trustpilot
Trustpilot ist ein dänisches Online-Bewertungsportal, das 2007 gegründet wurde. Über die Plattform können Verbraucher weltweit Unternehmen bewerten und Rezensionen veröffentlichen. Trustpilot finanziert sich über ein Freemium-Geschäftsmodell. Basisfunktionen sind kostenlos verfügbar, während erweiterte Dienstleistungen über Firmen-Abonnements angeboten werden. Der Hauptsitz des Unternehmens befindet sich in Kopenhagen, und seit 2021 ist Trustpilot an der Londoner Börse notiert. Online-Bewertungen haben sich zu einem wichtigen Faktor für Kaufentscheidungen entwickelt, was Trustpilot im E-Commerce sehr einflussreich macht. Viele Unternehmen werben aktiv mit ihren guten Trustpilot-Beurteilungen und heben hohe Sterne-Ratings als Qualitätsmerkmal hervor. 2023 wurden über 54 Millionen Bewertungen auf Trustpilot abgegeben.

## Geschichte
Trustpilot wurde im Jahr 2007 in Dänemark von Peter Holten Mühlmann ins Leben gerufen. Er gründete das Unternehmen, als seine Eltern begannen, online einzukaufen. Zu dieser Zeit studierte er an der Aarhus School of Business. Die Gründungsidee war eine offene Plattform für Kundenbewertungen, um eine transparente Verbindung zwischen Verbrauchern und Unternehmen herzustellen. In den folgenden Jahren wuchs Trustpilot kontinuierlich und entwickelte sich zu einer der weltweit größten Bewertungs-Communitys mit Hunderten Millionen abgegebener Bewertungen zu Millionen von Unternehmen. Das Portal expandierte international und gewann durch die Zunahme des Online-Handels immer mehr an Bedeutung. 2013 eröffnete Trustpilot Büros in New York und London. Im selben Jahr wurde das Unternehmen bei den European Startup Awards von Next Web zum dänischen Start-up des Jahres gekürt. 2015 führte Google Produktratings in Europa ein, wovon Trustpilot profitierte.
Einen wichtigen Meilenstein erreichte das Unternehmen im März 2021 mit dem Börsengang an der London Stock Exchange. Dabei wurde Trustpilot mit rund 1,1 Milliarden Pfund bewertet.  In den veröffentlichten Geschäftsunterlagen wurde ein Jahresumsatz 2020 von ca. 102 Mio. US-Dollar bei einer Wachstumsrate von 25 % gegenüber dem Vorjahr ausgewiesen. Der Börsengang brachte den bestehenden Trustpilot-Investoren (vorwiegend europäische Risikokapitalgeber) 670 Millionen Pfund ein.
Der Gründer Mühlmann führte Trustpilot 16 Jahre lang als CEO; 2023 kündigte er seinen Rücktritt von der Unternehmensleitung an und wechselte in eine Rolle als Markenbotschafter und nicht-exekutives Vorstandsmitglied. Im September 2023 übernahm mit Adrian Blair erstmals eine externe Führungskraft den Posten des CEO.

## Funktionsweise
Auf Trustpilot können Nutzer ihre Erfahrungen mit Unternehmen, Produkten oder Dienstleistungen in Form von Sternebewertungen (1 bis 5 Sterne) und einem kurzen Text teilen. Voraussetzung ist die Registrierung eines kostenlosen Nutzerkontos, danach kann das gewünschte Unternehmen gesucht und eine Bewertung verfasst werden. Alle Bewertungen sind öffentlich einsehbar und sollen auf echten Erfahrungen der Verfasser basieren; im Zweifelsfall kann Trustpilot einen Nachweis (z. B. eine Bestellbestätigung) vom Verfasser anfordern. Neben frei initiierten Bewertungen durch Kunden gibt es auch eingeladene Bewertungen, bei denen Unternehmen ihre Kunden nach einem Kauf aktiv zur Bewertung einladen. Solche Einträge werden auf der Plattform als „verifiziert“ gekennzeichnet, da dabei ein konkreter Kauf belegt werden kann. Die Gesamtbewertung eines Unternehmens, der sogenannte TrustScore, wird nicht als einfacher Durchschnitt berechnet, sondern zeitlich gewichtet – neuere Bewertungen fließen stärker ein als ältere, um die aktuelle Leistung widerzuspiegeln.
Unternehmen können ein Profil auf Trustpilot kostenfrei nutzen, um beispielsweise auf Kundenbewertungen zu antworten und Unternehmensinformationen bereitzustellen. Für gewerbliche Nutzer bietet Trustpilot darüber hinaus kostenpflichtige Pakete mit erweiterten Funktionen an. Diese Abonnements ermöglichen u. a. den Versand automatisierter Bewertungseinladungen an Kunden, detaillierte Analysen und Statistiken sowie die Einbindung von Trustpilot-Widgets (sogenannten „TrustBoxen“) auf der eigenen Website zu Werbezwecken. Trustpilot gibt an, dass rund 90 % der mehr als 980.000 registrierten Unternehmensprofile die Plattform ausschließlich kostenlos nutzen. Einnahmen erzielt das Unternehmen hauptsächlich durch die restlichen ca. 10 % an Firmen, die für zusätzliche Services abonnieren, sowie in geringerem Umfang durch Werbeanzeigen. Trustpilot betont unabhängig zu sein und dass Zahlungen Unternehmen keine Vorteile bei Bewertungen verschaffen würden.
Sowohl Nutzer als auch Unternehmen haben die Möglichkeit, verdächtige Bewertungen über die Plattform zu melden, damit diese überprüft werden. Dafür werden sowohl automatisierte Systeme als auch ein internes Content-Integrity-Team. Laut dem Transparenzbericht des Unternehmens wurden im Jahr 2023 insgesamt rund 6 % aller eingereichten Bewertungen als unzulässig identifiziert und von der Plattform entfernt. Trustpilot berichtet, dass 2024 knapp 82 % der entfernten Fake-Beiträge durch automatische Erkennung entdeckt und gelöscht wurden und weitere 18 % nachträglich durch menschliche Prüfer entfernt wurden.

## Kritik
Immer wieder stand Trustpilot in der Kritik, was die Echtheit und Transparenz der Bewertungen betrifft. So bemängeln Beobachter etwa eine fehlende Offenlegung der angewandten Filter-Algorithmen und berichten, dass der Prozess, zweifelhafte Bewertungen zu melden, für Unternehmen teils aufwendig und wenig effektiv sei. Anfang 2025 geriet Trustpilot ins Visier der deutschen Wettbewerbszentrale, einer Selbstkontrollinstanz der Wirtschaft, die dem Portal irreführende Versprechen in der Eigenwerbung vorwarf. Trustpilot wirbt auf seiner Website mit Slogans wie „echte Bewertungen von echten Menschen“, was aus Sicht der Wettbewerbszentrale beim Publikum die Erwartung wecke, alle veröffentlichten Rezensionen seien authentisch. In einem Test der Organisation zeigte sich jedoch ein anderes Bild: Zwischen Oktober 2024 und Februar 2025 wurden 86 fingierte Bewertungen gezielt auf Trustpilot eingeschleust; davon wurden 31 Einträge – also rund 36 % – vom System nicht erkannt und tatsächlich auf der Plattform publiziert. Besonders gefälschte negative Bewertungen wurden seltener erkannt.
Die Wettbewerbszentrale kritisierte, Trustpilot erfülle den suggerierten Anspruch vollkommen authentischer Bewertungen nicht und könnte damit gegen das Gesetz gegen den unlauteren Wettbewerb (UWG) verstoßen. Sie forderte das Unternehmen zur Stellungnahme auf und stellte eine förmliche Abmahnung in Aussicht. Trustpilot reagierte auf diese Vorwürfe und betonte, man nehme die Ergebnisse „sehr ernst“ und würde diese prüfen.